# Независимый демократический союз
Независимый демократический союз (исп. Unión Demócrata Independiente, UDI) — правая консервативная политическая партия в Чили. Основана 24 сентября 1983 года юристом, политиком и профессором права Хайме Гусманом, который сотрудничал с Пиночетом. Гусман был сенатором с 1990 года до убийства 1 апреля 1991 года.
Идеология партии сформировалась на основе гусмановского гильдийского (корпоративного) движения, возникшего в Папском Католическом университете Чили в 1966 году и выступавшего за независимость и деполитизацию среднего слоя гражданского общества.
В 2009 году вместе с партией Национальное обновление и рядом мелких движений НДС сформировал на основе Альянса за Чили Коалицию за перемены, кандидат которой Себастьян Пиньера, выиграв президентские выборы, стал президентом Чили. В 2010—2014 годах НДС была крупнейшей партией чилийского парламента.

## Лидеры
- Хайме Гусман (1983—1994)
- Хоакин Лавин (1990—1994)